# Buglossoides tenuiflora
Buglossoides tenuiflora är en strävbladig växtart som först beskrevs av Carl von Linné d.y., och fick sitt nu gällande namn av Ivan Murray Johnston. Buglossoides tenuiflora ingår i släktet sminkrötter, och familjen strävbladiga växter. Inga underarter finns listade i Catalogue of Life.